# Bartolomeu de Quadros
Bartolomeu de Quadros foi um sertanista do século XVII, filho do espanhol Bernardo de Quadros e de Cecília Ribeiro. Esteve envolvido na bandeira ao Guairá de 1631-1632. Casou em São Paulo em 1635 com Isabel Bicudo de Mendonça, com quem gerou: Antônio; Bartolomeu; Bernardo; Maria; Cecília; Isabel; Ana; Estefânia; e Baltazar.